# Благовещение и светии
„Благовещение и светии“ (на италиански: Annunciazione e santi) е картина на художника Филипино Липи от около 1485 г. Картината (114 x 122 см), изложена в Зала 6 на Национален музей „Каподимонте“ в Неапол, Италия. Използвана е техниката на маслени бои върху дърво.

## История
Картината е намерена от френските републиканци в депозита на църквата „Сан Луиджи дей Франчези“ в Рим и е преместена в Галерия „Франкавила“ в Неапол през 1801 г. В началото е смятана за картина на художника Доменико Гирландайо, но по-късно се установява, че е ранно произведение на Филипино Липи, към 1485 г.

## Описание
Сцената на Благовещението е поставена в градината пред дома на Дева Мария, от която се виждат портикът и оградата на заден план. На преден план, близо до зрителя, са фигурите на коленичилия архангел Гавриил, държащ в ръка типичната бяла лилия и на коленичилата с наклонена глава Мария в знак на смирено приемане на благата вест. От двете страни на основната сцена в „Благовещение“ са изобразени изправени Йоан Кръстител и Андрей Първозвани, замислени и без да предприемат действия директно на сцената, а просто присъстващи на събитието.
Творбата показва много влияния, както на бащата на художника Филипо Липи (преди всичко в осъществяването на Благовещение – повтаряща се тема в произведенията на баща му), така и на Филипо Ботичели, малко по-старият му колега, в чиято сянка Филипо Липи прави първите си стъпки в изкуството.
На фона има изобразен рядък изглед от Флоренция. Разпознават се Катедралата „Санта Мария дел Фиоре“, Камбанарията на Джото, Барджело и Бадия Фиорентина.
Педантичното изобразяване на растителни елементи, както в цветната поляна, е константа във флорентинското изкуство от Късното Куатроченто (края на 15 век), свързано с неизменен натуралистичен интерес (датиращ чак от Международната готика), съживен през последните години от сравнението с нови произведения на Ранната нидерландска живопис и от изследванията на Леонардо да Винчи.